# 2000 nos Estados Unidos
A seguir lista os eventos que aconteceram durante 2000 nos Estados Unidos .

## Titulares

### Governo federal
- Presidente: Bill Clinton (D)
- Vice-presidente: Al Gore (D)
- Chefe de Justiça: William Rehnquist[1]

## Eventos

### Janeiro
- 4 de janeiro – Alan Greenspan é nomeado para um quarto mandato como presidente do Federal Reserve dos EUA.[2]
- 5–8 de janeiro – A Cúpula da Al-Qaeda de 2000 de vários membros de al-Qaeda de alto nível (incluindo dois sequestradores da American Airlines do 11 de setembro) é realizada em Kuala Lumpur, Malásia.[3][4]
- 10 de janeiro – America Online anuncia um acordo para comprar a Time Warner por US$ 162 bilhões (a maior fusão corporativa de todos os tempos).[5]
- 12 de janeiro – Caso Elián González : A procuradora-geral Janet Reno determina que uma criança resgatada pela Guarda Costeira deve ser devolvida a seu pai em Cuba.[6]
- 14 de janeiro – O Dow Jones Industrial Average fecha em 11.722,98 (no pico da bolha Dot-com).
- 26 de janeiro – A banda de rap-metal Rage Against the Machine toca na frente de Wall Street, provocando um fechamento antecipado das negociações devido às multidões.
- 30 de janeiro – Super Bowl XXXIV : O St. Louis Rams ganha o Campeonato de NFL pela primeira vez desde 1951, derrotando o Tennessee Titans por 23–16.
- 31 de janeiro - Alaska Airlines Flight 261 cai no Oceano Pacífico, matando todas as 88 pessoas a bordo.

### Fevereiro
- 11 de fevereiro – Uma explosão de um dispositivo explosivo improvisado na frente de um Barclay's Bank, em frente à Bolsa de Nova York em Wall Street, fere dezenas, mas não mata nenhum.
- 13 de fevereiro – Publica-se a última tirinha original de Peanuts, após a morte de seu criador, Charles Schulz .
- 17 de fevereiro – A Microsoft lança o Windows 2000 .

### Março
- 7 de março – o governador do Texas George W. Bush e o vice-presidente dos Estados Unidos Al Gore saem vitoriosos nos caucus republicanos e democratas e nas primárias da eleição presidencial dos Estados Unidos .
- 10 de março – O índice composto NASDAQ atinge uma alta histórica de 5.048.[7]
- 21 de março – A Suprema Corte dos Estados Unidos decide que o governo não tem autoridade para regular o tabaco como droga viciante, rejeitando a principal iniciativa antifumo da administração Clinton.
- 26 de março – O 72º Prêmio da Academia, apresentado por Billy Crystal, realiza-se no Shrine Auditorium em Los Angeles . Beleza Americana de Sam Mendes ganha cinco prêmios de oito indicações, incluindo Melhor Filme e Diretor . A transmissão reúne mais de 46,5 milhões de telespectadores.

### Abril
- Abril – A taxa de desemprego cai para o mínimo de 3,8%, o menor desde dezembro de 1969.
- 1 de Abril
  - O Censo dos Estados Unidos de 2000 determina que a população residente dos Estados Unidos é de 281.421.906.
  - Boomerang, um canal digital secundário do Cartoon Network, estreia.
- 22 de abril – Em um ataque antes do amanhecer, agentes federais apreendem Elián González, de 6 anos, da casa de seus parentes em Miami, Flórida, e o levam para seu pai cubano em Washington, DC, encerrando uma das batalhas de custódia mais divulgadas da história dos EUA.
- 25 de abril – O estado de Vermont aprova o HB847, legalizando as uniões civis para casais do mesmo sexo.

### Maio
- 19 de maio – O 39º longa-metragem de Walt Disney Pictures , Dinosaur, é lançado.
- 28 de maio – A história em quadrinhos Bringing Up Father termina sua corrida de 87 anos nos jornais.

### Junho
- 1º de junho – A Expo 2000, feira mundial em Hannover, na Alemanha, começa sem a presença dos Estados Unidos.[8]
- 5 de junho – 405 The Movie, o primeiro curta-metragem amplamente distribuído na Internet, é lançado.
- 28 de junho – Caso Elián González: Elián González volta a Cuba com seu pai.[6]

### Julho
- 14 de julho – X-Men, dirigido por Bryan Singer, é lançado como o primeiro filme da série de filmes X-Men .
- 31 de julho – 3 de agosto – A Convenção Nacional Republicana na Filadélfia, Pensilvânia nomeia o governador do Texas George W. Bush para presidente dos Estados Unidos e Dick Cheney para vice-presidente.

### Agosto
- 8 de agosto – O submarino confederado HL Hunley é elevado à superfície depois de 136 anos no fundo do oceano.
- 14 de agosto – Dora a Exploradora estreia em Nick Jr. com o episódio "A Lenda da Grande Galinha Vermelha".
- 14–17 de agosto – A Convenção Nacional Democrata em Los Angeles nomeia o vice-presidente dos Estados Unidos Al Gore para presidente e o senador Joe Lieberman para vice-presidente.

### Setembro
- 4 de setembro – Caillou e Clifford the Big Red Dog estreiam em PBS Kids .
- 6 de setembro – Em Paragould, Arkansas, Breanna Lynn Bartlett-Stewart nasce morto de Jason Stewart e Lisa Bartlett. O natimorto de Breanna Lynn é notável por ser o primeiro natimorto a ser identificado por meio do teste de Kleihauer-Betke.

### Outubro

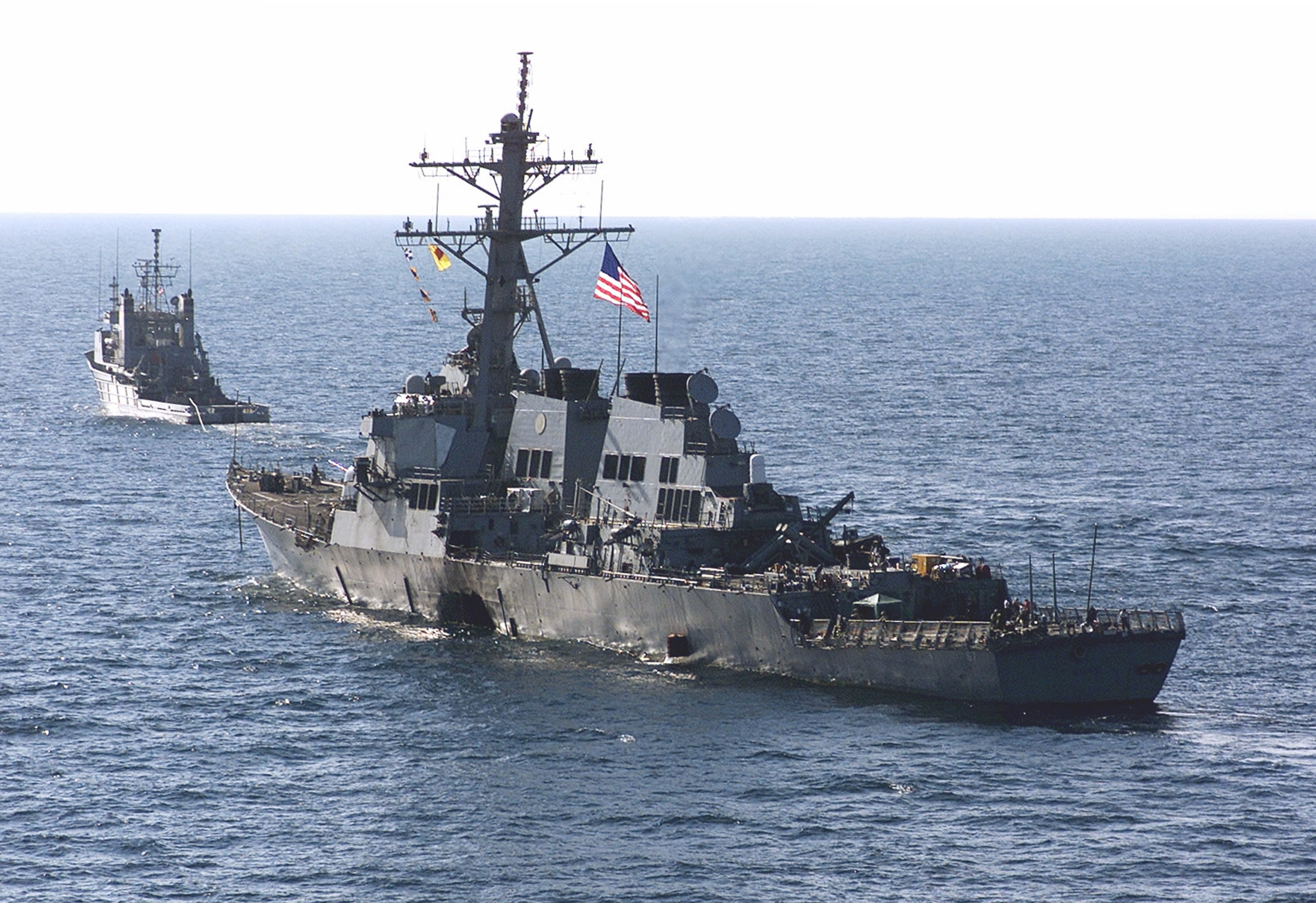
12 de outubro: bombardeio do USS Cole

- 12 de outubro - Em Aden, Iêmen, o USS Cole é gravemente danificado por dois homens-bomba da Al-Qaeda, que colocam um pequeno barco carregado de explosivos ao lado do destróier da Marinha dos Estados Unidos, matando 17 tripulantes e ferindo pelo menos 39.

- 16 de outubro – Mel Carnahan, governador democrata do Missouri e candidato ao Senado dos Estados Unidos, morre em um acidente de avião no Condado de Jefferson, Missouri, três semanas antes da eleição para esse cargo . O vice-governador Roger B. Wilson sucede Carnahan como governador do Missouri.
- 23 de outubro – Madeleine Albright mantém conversações com o ditador norte-coreano Kim Jong Il .
- 26 de outubro – O New York Yankees derrota o New York Mets no jogo 5 da Série Mundial de 2000, 4–1, para ganhar seu 26º título de Série Mundial. Este é o primeiro confronto da Subway Series entre os dois rivais de crosstown. É a quarta vitória dos Yankees na World Series sob o comando do técnico Joe Torre .

### Novembro
- 7 de novembro
  - Eleição presidencial dos Estados Unidos em 2000: o candidato republicano Governador do Texas George W. Bush derrota o vice-presidente democrata Al Gore na eleição mais apertada da história, mas o resultado não é conhecido há mais de um mês por causa de votos disputados na Flórida.[6]
  - Hillary Clinton é eleita para o Senado dos Estados Unidos, tornando-se a primeira primeira-dama dos Estados Unidos a conquistar um cargo público.
  - Apenas três semanas após sua morte, Mel Carnahan é eleito postumamente para o Senado dos Estados Unidos, derrotando o republicano John Ashcroft . O então governador Roger B. Wilson nomeia sua viúva, Jean Carnahan, para ocupar o lugar para ele.
- 8 de novembro – eleição presidencial dos Estados Unidos de 2000: Pela lei da Flórida, uma recontagem automática começa no estado devido à margem estreita do resultado.[9]
- 12 de novembro – Os Estados Unidos reconhecem a República Federal da Iugoslávia.[10]
- 16 de novembro – Bill Clinton torna-se o primeiro presidente dos Estados Unidos em exercício a visitar o Vietnã .
- 17 de novembro – eleição presidencial dos EUA, 2000 : A Suprema Corte da Flórida impede que a secretária de Estado da Flórida, Katherine Harris, certifique os resultados das eleições, permitindo que a recontagem continue.[11]

### Dezembro

13 de dezembro: A disputa sobre a eleição presidencial termina com George W. Bush eleito presidente.

- 13 de dezembro: A disputa sobre a eleição presidencial termina com George W. Bush eleito presidente.8 de dezembro – eleição presidencial dos EUA, 2000 : A Suprema Corte da Flórida ordena uma recontagem manual dos votos em todo o estado na eleição presidencial. No dia seguinte, a Suprema Corte dos EUA suspende essa ordem.[9]
- 12 de dezembro – eleição presidencial dos EUA, 2000 – Bush v. Gore: A Suprema Corte dos EUA anula a decisão da Suprema Corte da Flórida, encerrando a recontagem e efetivamente entregando o estado e a Presidência ao governador do Texas, George W. Bush.[6] No dia seguinte, o vice-presidente dos EUA, Al Gore, concede a eleição e suspende as atividades de seu comitê de recontagem.[11]
- 13 de dezembro – Os Sete de Texas escapam de sua unidade prisional em Kenedy, Texas, e começam uma farra de crime.
- 15 de dezembro – O 40º longa-metragem de Walt Disney Pictures, The Emperor's New Groove, é lançado depois de anos de problemas de produção. Embora a bilheteria seja decepcionante em comparação com os lançamentos da era renascentista da Disney, mais tarde é elogiado como um de seus melhores filmes da era pós-renascentista.
- 16 de dezembro
  - O Pittsburgh Steelers fechou o jogo final no Three Rivers Stadium com uma vitória por 24-6 sobre o Washington Redskins .
- 24 de dezembro – O Texas Seven rouba uma loja de esportes em Irving, Texas ; policial Aubrey Hawkins é morto a tiros.
- 31 de dezembro – O presidente Bill Clinton assina o Estatuto de Roma do Tribunal Penal Internacional.[6]

### Em andamento
- Zonas de exclusão aérea iraquianas (1991-2003)
- Bolha pontocom (c. 1995–c. 2000)